# دانيال بيرولت
دانيال بيرولت (مواليد 11 أبريل 1961) هو مبارز بالسيف كندي، مثّل بلاده في الألعاب الأولمبية الصيفية 1984.

## روابط خارجية
دانيال بيرولت على موقع اللجنة الأولمبية الدولية (الإنجليزية)
- دانيال بيرولت على موقع أوليمبيديا (الإنجليزية)
- دانيال بيرولت على موقع اللجنة الأولمبية الكندية (الإنجليزية)